# Arrhopalites pukouensis
Arrhopalites pukouensis  (лат.) — вид бескрылых коллембол из семейства Arrhopalitidae. Азия: восточный Китай, провинция Цзянсу (уезд Нанкин, район Пукоу, Longwangshan). Мелкие шаровидной формы членистоногие (длина 1,3 мм). Тело непигментированное. Глаза отсутствуют. Вентральная дентальная формула: 3-2-1-1-1. Четвёртый антеннальный членик не субсегментированный. Название вида A. pukouensis происходит от места первого его обнаружения (Pukou).